# 神佑擂台
《神佑擂台》，是DreamFactory所开发，南梦宫1998年发行的街机3D格斗游戏。游戏1998年移植到PlayStation平台，并由史克威尔发行，后史克威尔艾尼克斯于2008年在PlayStation Network发行游戏。
游戏可能以收录《最终幻想VII》角色而最为知名。克劳德·史特莱夫和蒂法·洛克哈特在街机和PlayStation版都是玩家角色；萨菲罗斯、尤菲·如月、文森特·瓦伦丁（Vincent Valentine）和札克斯·菲尔在后来的PlayStation版收入。

## 玩法
《神佑擂台》和大多3D格斗游戏不同，大量吸取摔角游戏以及Dream Factory自家Tobal系列的理念，允许360度完全移动，无需格斗者始终面向另一人。这限制镜头或多或少在固定位置、缩放带有动作，但不像常见其它大多2D和3D格斗游戏跟踪竞技台。快节奏格斗可让角色在充满互动和高度变化的三维舞台自由移动，比如能让角色跳到条板箱顶部或将其当作武器。
PlayStation版收录了和《Tobal No. 1》和《Tobal 2》类似的探索模式，题为“全新任务 ”。玩家需要在广大的迷宫中战斗，和暴雪作品《暗黑破坏神》非常相似，并可装备不同的武器和道具。其中还有数个小游戏，玩家绕圈追赶并可战斗减慢对手的竞速模式，以及类似黑白棋的图版游戏。

## 开发
《神佑擂台》由曾为史克威尔开发格斗游戏系列Tobal的DreamFactory开发。游戏由VR快打和铁拳设计师石井精一监督员并设计。游戏原角色与使用的《最终幻想VII》角色皆由野村哲也设计。
《神佑擂台》作为史克威尔与南梦宫的合资产品，于1998年在街机发行。游戏美国PlayStation版发行后，史克威尔艺电发起了“神佑擂台冠军之旅”——一个玩家游戏对战系列。对战在美国各地的Electronics Boutique和巴比奇举办，1999年7月10日从纽约开始。
2000年，《神佑擂台》收录于史克威尔千禧年合辑再版。其中包括收藏数字表和角色立体模型。
《神佑擂台原声音乐》收录了游戏61首音乐曲目。谱曲者中村高宽亦曾为DreamFactory与史克威尔合作的《Tobal 2》谱曲。专辑由DigiCube在1998年11月21日发行。

## 评价
《神佑擂台》到2004年12月时在日本售出340,937份。日本游戏杂志《Fami通》为游戏打出32/40。2000年11月，游戏获得IGN史上最佳100 PlayStation游戏第73名。
《神佑擂台》2008年11月时在GameRankings上21个媒体的汇总得分为75%。